# Use Your Fingers
Use Your Fingers debitanstki je studijski album američkog sastava Bloodhound Gang, objavljen 18. srpnja 1995.
Album su producirali frontmen sastava, Jimmy Pop i Daddy Long Legs. Pjesma "Mama Say" je njihov prvi objavljeni singl, a "Kids in America" je
obrada pjesme Kima Wildea iz 1981.

## Popis pjesama
| 1.    | »Rip Taylor Is God« (sa Ripom Taylorom) | 1:23 |
| 2.    | »We Are the Knuckleheads«               | 2:39 |
| 3.    | »Legend in My Spare Time«               | 3:05 |
| 4.    | »B.H.G.P.S.A.«                          | 0:22 |
| 5.    | »Mama Say«                              | 2:59 |
| 6.    | »Kids in America«                       | 4:23 |
| 7.    | »You're Pretty When I'm Drunk«          | 3:56 |
| 8.    | »The Evils of Placenta Hustling«        | 0:19 |
| 9.    | »Only Way«                              | 3:05 |
| 10.   | »Shitty Record Offer«                   | 0:58 |
| 11.   | »Go Down«                               | 2:26 |
| 12.   | »Earlameyer the Butt Pirate«            | 0:09 |
| 13.   | »No Rest for the Wicked«                | 2:50 |
| 14.   | »She Ain't Got No Legs«                 | 2:28 |
| 15.   | »We Like Meat«                          | 0:04 |
| 16.   | »Coo Coo Ca Choo«                       | 2:36 |
| 17.   | »Rang Dang«                             | 3:02 |
| 18.   | »Nightmare at the Apollo«               | 0:56 |
| 19.   | »K.I.D.S. Incorporated«                 | 2:20 |
| 20.   | »Neimenovana skrivena pjesma«           | 0:47 |
| 40:55 |                                         |      |

## Produkcija
- Bloodhound Gang

- Jimmy Pop — vokal
- Daddy Long Legs — vokal, bas-gitara
- Skip O' Pot2Mus — bubnjevi, prateći vokal
- M.S.G. — DJ, prateći vokal
- Lüpüs Thünder — gitara, prateći vokal

- Ostali glazbenici

- Rip Taylor - govor na "Rip Taylor Is God"
- Rob Vitale - vokal na "Kids In America"
- Mike Guthier - bubnjevi na "K.I.D.S. Incorporated"
- Jared Hennegan - bas-gitara na "K.I.D.S. Incorporated"
- Kyle Seifert - bubnjevi na "Kids In America"
- Joe Shepley - truba na "She Ain't Got No Legs"
- Keith O'Quinn - trombon na "She Ain't Got No Legs"
- Kenny Venezia - saksofon na "She Ain't Got No Legs"